# Шиферная
Шиферная — узловая железнодорожная станция Рязанского направления Московской железной дороги в городе Воскресенске Воскресенского района Московской области. Входит в Рязанский центр организации работы железнодорожных станций ДЦС-2 Московской дирекции управления движением. По основному характеру работы является промежуточной, по объёму работы отнесена к 4 классу.
Находится в мкр. Коммуна города. Названа по шиферному заводу, который находится рядом (с 1937 года комбинат «Красный строитель», ныне — индустриальный парк). 
Недалеко от платформы расположено управление Воскресенского ППЖТ и Воскресенский ДСК.

## Современность
Платформы соединены пешеходными настилами. Состоит из 2 прямых платформ, на одной из них расположена билетная касса. Платформа не оборудована турникетами. 
На островную платформу подаётся электропоезд Москва — Шиферная, платформа является конечной для этого электропоезда.